# Шор Осип Беньямінович
Оси́п (Оста́п) Беньямі́нович Шо́р (рос. Осип [Остап] Беньяминович Шор; * 30 травня 1899, Нікополь — †6 листопада 1978, Москва) — відомий шахрай, інспектор кримінального розшуку, прототип літературного героя Остапа Бендера, брат поета Анатолія Фіолетова (1897 — 1918).
Більшу частину життя прожив в Одесі, останні роки провів у Москві. Шор відомий своїми аферами та життєвими цитатами. Саме з нього був списаний образ літературного авантюриста Остапа Бендера, а подорож Осипа Шора із Петрограда до Одеси пізніше ввійшла до книги «12 стільців» Євгена Петрова та Іллі Ільфа.
У 1918 році разом із братом Натаном Шором, який був більше відомий під літературним псевдонімом Анатолій Фіолетов, працював інспектором міліції.
Надалі, переживши втрату брата, знову подорожував країною. Наприкінці життя працював провідником товарних вагонів.

## Біографія

### Дитинство та юність
Народився майбутній «Великий Комбінатор» у місті Нікополь, у родині Беньяміна Хаїмовича Шора, купця 2-ї гільдії, та Катерини (Куні) Бергер, яка була дочкою одеського банкіра. Батько Осі, або Остапа, як його називали рідні та друзі, був власником магазину колоніальних товарів, що давало родині великий прибуток.

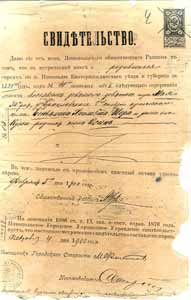
Свідоцтво про народження Осипа Беньяміновича Шора

Остап був другою дитиною в сім'ї і мав старшого брата Натана, котрий в подальшому став відомим поетом Анатолієм Фіолетовим.
У 1901 році від серцевого нападу помирає батько Осипа та Натана. Сім'я переживає велике горе. Разом із матір'ю діти переїхали жити до Одеси. Родина жила в будинку під номером 78, що знаходився по вулиці Полтавської перемоги (нині це вул. Канатна).
Через кілька років Катерина Бергер вийшла заміж за купця Раппопорта із Санкт-Петербурга. Діти залишаються жити в дідуся.
Хлопчаки полюбляли читати пригодницьку літературу та марили навколосвітнім плаванням. Проте діду це не надто подобалося, тому він влаштував їх на роботу до себе в крамницю, щоб брати розуміли, як заробляється шматок хліба. Вони повинні були допомагати в торгівлі, господарстві та навіть контрабанді. У старого крамаря вдома часто збиралися тодішні кримінальні авторитети, бандити та шахраї. Все це сильно вплинуло на розвиток Осипа Шора.

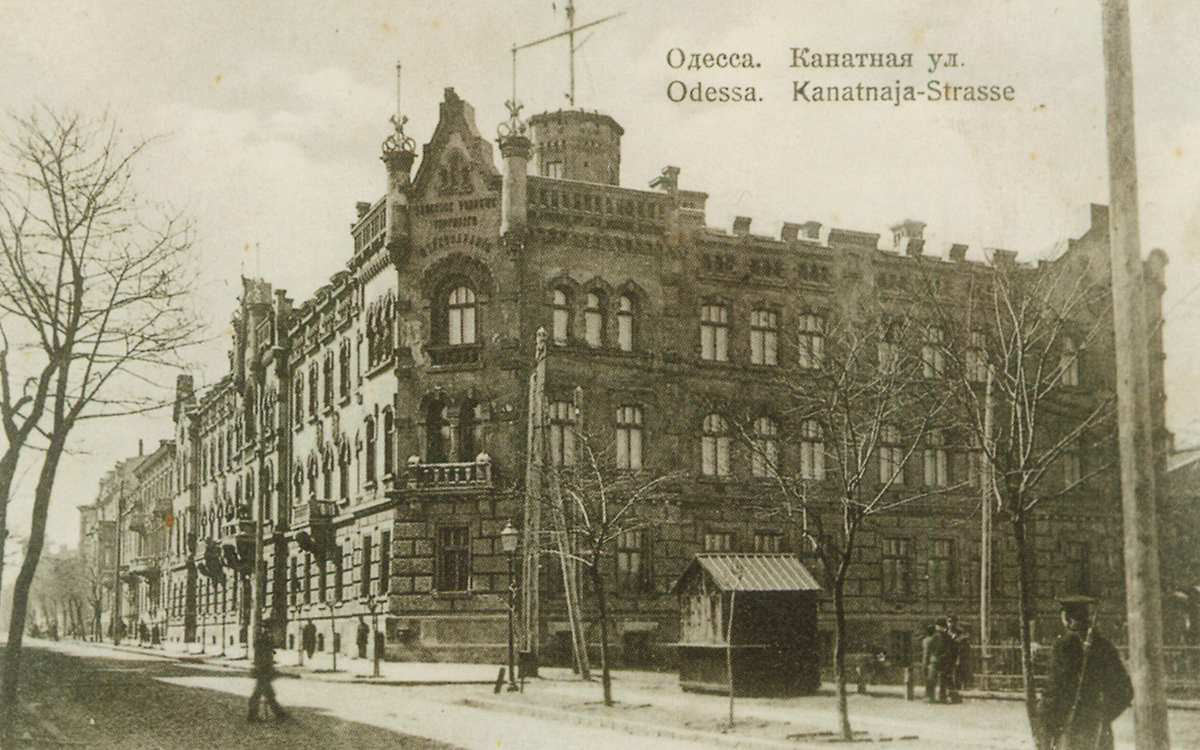
Канатна вулиця (з 1909 по 1920 рр. вул. Полтавської перемоги)

У 1906 році Ося Шор вступає на навчання до чоловічої гімназії Іліади (приватна гімназія І.Р. Раппопорта, нині 68-а Одеська школа). Найулюбленішим предметом Шора було правознавство. В майбутньому саме знання з юриспруденції не раз допомагали Осипу.
Також Осип полюбляв займатися спортом. Він гарно грав у футбол (був одним з найкращих бомбардирів, що й не дивно, беручи до уваги зріст Остапа — 1 м. 90 см.), завдяки якому познайомився з майбутнім письменником Юрієм Олешею, займався класичною боротьбою та гирьовим спортом. Спортивні досягнення Осипа Шора високо оцінив відомий тоді російський футболіст та авіатор Сергій Уточкін, який пророкував хлопцю велике майбутнє.
1914 року Натан Шор, під псевдонімом Анатолій Фіолетов, видав власну збірку поезії «Зелені агати» (рос. «Зелёные агаты»). Вірші Фіолетова друкували в провідних літературних журналах Санкт-Петербурга та Москви. У дім до Шорів почали навідуватися відомі письменники і поети, серед яких  був Валентин Катаєв, Едуард Багрицький, Олександр Біск та багато інших.
Найбільшою мрією Осипа було виїхати до Бразилії чи Аргентини. Тому він навіть почав по-особливому вдягатися: світлий одяг, білий капітанський кашкет і, звісно ж, шарф.
Згодом Осип вступив на фізико-математичний факультет Новоросійського університету, але був змушений залишити навчання; у 1916 році, коли Ося вирішив переїхати до матері в Петроград, хлопець власноручно написав заяву про вступ на механічний факультет Технологічного інституту імені імператора Миколи I. Однак невдовзі в столиці імперії вибухнуло народне повстання, яке пізніше увійде в історію як Жовтневий переворот. У місті почався голод, а сам Остап захворів на бронхіт. Пізніше про ці події Осип згадував так:
|  | Якось, прокинувшись, я побачив, як зі стелі моєї кімнати крапає вода. Все було сірим. Похмурим і вогким. Я підійшов до дзеркала. Те, що я там побачив, засмутило мене. Я вирішив рвонути на південь, в улюблену Одесу, до мами, брата, сестри, друзів... |

### Перші афери
Ще будучи простим учнем, Осип здійснив свою першу справжню аферу. Рабин Берштейн весь час бідкався, що парафіяни не бажали жертвувати гроші на потреби синагоги, адже наближалася війна. Ося запропонував Берштейну розпочати продаж місць до раю, за його вказівкою рабин намалював карту раю, який являв собою готель. Також на схемі внизу був розміщений прейскурант, де кожен міг вибрати зручний для себе «номер» за певну суму грошей.
За виручені гроші рабин зміг не тільки відреставрувати синагогу, але й відремонтувати власний дім. За іншою версією тих подій, Осип сам намалював карту раю у вигляді готелю а рабин показував її прихожанам стверджуючи що бідний, голодний хлопчик намагається таким хитрим чином заробити собі на хліб, але він ще зовсім дитина і тому має дитячий світогляд, а прихожани розчулившись щедро жертвували кошти..
Після цього до Осипа поступово почали звертатися за допомогою люди, які хотіли провернути деякі справи. Одного разу до Осі звернувся злодій на прізвисько Васька Косий. Він та його банда пригледіли для пограбування один банк, проте їм не хотілося розпочинати стрілянину та й до того ж вони не знали, як відкрити двохсоткілограмовий сталевий сейф, де зберігалися банкноти. Остапу вистачило лише одного погляду на банк, щоб зрозуміти: потрібно переодягтися сажотрусами і потрапити до банку через пічні труби. За це Остап після пограбування отримав грошову винагороду від Васьки Косого.
Звертався по допомогу до Остапа й купець Кутякін, щоб той допоміг йому позбавитися від надокучливого конкурента купця Розенбаума. Обидва підприємця займалися консервуванням вина цукром, яке скисало у них, навіть не доїхавши до Самари. Ося Шор підказав Розенбауму, як покращити його вино, аби те не прокисло, «навіть доїхавши до Хабаровська».
Завдяки цій «допомозі» Шора, купець Розенбаум розорився: його вино мало такий насичений смак, що його не пили навіть п'яниці.
Коли розпочалася Перша світова війна, багато молодих одеситів отримали повістки до армії, проте окрім патріотично налаштованих юнаків були, звісно, й такі, що не хотіли йти на фронт. Осип вигадав як можна уникнути призову. Шор дізнався, що до армії не призивають підданих інших держав, зокрема турків. Користуючись цим, Ося зробив багатьом друзям та знайомим липові довідки, які свідчили про те, що вони є турецькопідданими. Коштував такий документ від 800 до 1000 рублів.
Одного разу, коли Осип йшов по вулиці, йому трапилася на дорозі курка, на якій майже не було пір'я. Ося вигадав ще одну аферу, яка розпочалася з того, що він презентував цю курку на сільськогосподарській виставці. Новина про лису курку відразу ж стала сенсацією. Одеські репортери друкували статті про відкриття російських селекціонерів — курку, яку не треба общипувати. Було відкрите товариство «Ідеальна курка» (рос. «Идеальная курица»), очолював його професор-селекціонер, який насправді був перевдягнутим Осипом Шором. Товариство займалося розведенням голих курей. Професор здійснив декілька презентацій, прочитав лекції, після чого до фірми стали приходити агенти найбільших м'ясозаготівельних заводів Російської імперії. Професор-селекціонер прочитав їм лекцію з птахівництва. Агенти повірили йому і наперед заплатили за пробну партію курей. Проте наступного ранку професор, а разом із ним і товариство «Ідеальна курка», зникли. Замість них у кабінеті, який винаймав Шор, було знайдено коротку записку, де було наступне:
|  | Ми, одеські селекціонери, вивели курку без голови і кісток |

Завдяки цій афері Осип Шор заробив достатньо, щоб жити до кінця життя безбідно, однак Остап вже мав декілька інших грандіозних планів. Проте в Одесі залишатися йому було небезпечно: по місту було розклеєно багато повідомлень про розшук із портретом професора-селекціонера. Остапа розшукувала поліція. Тому Шор не вигадує нічого кращого, як виїхати на деякий час до столиці тодішньої імперії Санкт-Петербургу, де жила його матір.

### Подорож із Петрограда до Одеси
Через всілякі випробування, які випали на долю Осипа в революційному Петрограді, він вирішує повернутися до Одеси. Подолавши бронхіт, на який він захворів у місті, Остап, навіть не маючи при собі достатньо грошей, їжі і теплого одягу, вирушає поїздом до рідного міста. Але на першій же станції поїзд зупинили представники революційного комітету. Опинившись у провінційному містечку, голодний Шор вигадує спосіб швидко знайти собі їжу. Ося, вдаючи із себе пожежного інспектора, заходить до місцевої продуктової крамнички. Власницею крамнички виявилася молода та привітна вдовиця. Вона була дещо гладкою і в майбутньому стала прототипом мадам Грицацуєвої із твору «Дванадцять стільців». Продавчиня, нагодувавши Осипа, пожалілася тому на свою самотність. Шор не хотів обдурювати жінку, однак на вулиці вже починалася зима, а в країні лютував голод. Тому Остапу довелося залишитися у вдовиці. Аби не відчувати докорів сумління, він через тиждень знайомства одружився з власницею крамниці. Перезимувавши у жінки, Шор раптово зник, навіть нічого не пояснивши своїй «обраниці».

Місто Козьмодем'янськ. Вид з гори (поч. ХХ ст.)

Щоб потрапити на агітаційний пароплав, єдиний який тоді курсував по Волзі, Остап видав себе за професійного художника. Коли ж керівництво пароплаву виявило, що Осип ніякий не художник, його з ганьбою залишили на найближчій пристані.
У волзькому місті Козьмодем'янськ Остап представив себе місцевому люду як «великого комбінатора». Люди повірили, що він гросмейстер, і заплатили йому наперед за сеанс одночасної гри в шахи. Однак невдовзі козьмодем'янці зрозуміли, який це «гросмейстер», і ледь не втопили Шора у Волзі, коли той тікав на човні. Пізніше Ільф та Петров дещо змінять у своїй книзі події цієї пригоди і напишуть, що Остап одночасно грав з усіма любителями. Коли Шор прочитав цей епізод, то пожалкував, що в юнацькі роки обмежився лише збиранням грошей.
Також Остап часто вдавав із себе інспектора пожежної охорони і таким чином перевіряв будинки-інтернати літніх людей. Оскільки директори цих закладів дуже часто зловживали своїм становищем, а простіше кажучи, крали, то Остап отримував від них хабарі і безкоштовно обідав у цих начальників богоділень. Наприклад, у Москві Шор «обчистив» одного такого завгоспа другого дому старсовбезу (нині це дім на Вірменському провулку міста Москви) — прототипа літературного персонажа «блакитного злодюжки» Ахіна, у книзі Ільфа та Петрова «Дванадцять стільців».
Врешті-решт у 1918 році Осип Шор, нарешті, дістався Одеси; але це було вже зовсім інше місто, не те, що знав колись Осип.

### Боротьба з бандитизмом

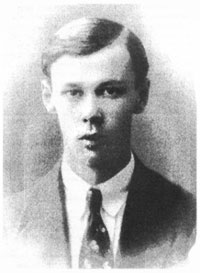
Брат Осипа Анатолій Фіолетов (Натан Шор)

Під час Визвольних Змагань 1917-1921 років в місті Одесі влада змінювалася понад 14 разів. Бували навіть такі випадки, що різні райони міста контролювали різні угрупування: УНР, анархісти, більшовики, білогвардійці та банда «Мішки Япончика» (Михайла Вінницького). Бандитизм набрав у місті нечуваних обертів, тому одесити, не бажаючи з цим миритися, об'єднувалися у так звані народні дружини місцевої міліції. Керували цими групами інспектори карного розшуку.

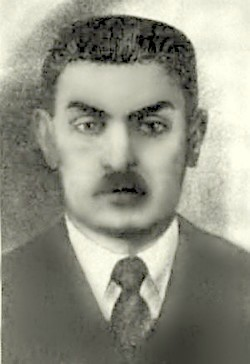
Мішка Япончик

Саме таким інспектором і став Осип, котрий тільки-но повернувся до рідного міста. Він вступив на службу до ЧК. Зробив він це завдяки брату, якого Остап поважав і вважав за приклад. Натан працював у міліції, і Остап вирішив наслідувати його. Також цікавим фактом є те, що Євгеній Петров теж служив у карному розшуку Одеси саме в ці буремні роки.
Всього лише за кілька перших місяців роботи Осип Шор встиг розкрити справи про пограбування банків та мануфактури, заарештовував грабіжників під час злочину, а також влаштовував численні засідки на бандитів. У кінці 1918 року Шор здійснив три облави на членів банди Мішки Япончика. У перестрілках загинули дев'ять найближчих до нього «авторитетів». Після цього Мішка Япончик оголосив Осипа своїм головним, «кровним ворогом».
На Осипа почалося справжнє полювання: одного разу він був схоплений бандитами Япончика на одній з одеських вулиць. Ті повели його на бандитський суд до портових доків. Остап розумів, що там його чекає смерть, і тому, коли вони проходили повз кафе Фанконі, він розпочав сварку з перехожими, після чого почалася бійка. Використавши цю ситуацію, Осип встиг утекти від убивць.
А під час перестрілки на Лонжеронівській вулиці Осип Шор застрелив чотирьох найманих вбивць, а сам оперуповноважений, як свідчать джерела, залишився навіть без подряпин.
Проте бандити все ж помстилися Остапу. Коли його брат, Анатолій Фіолетов, та молода поетеса Зінаїда Шишова, готувалися до власного весілля і зайшли до меблевого салону, до них підійшли кілька молодих людей, один із них спитав: «Пане Шор?». Натан ствердно кивнув і після цього вбивця вистрелив в нього чотири рази. За іншою версію, Натана Шора вбили, коли той разом зі слідчим Войцеховським повертався до відділку і вирішив зайти до однієї з майстерень по Великій Арнаутській, щоб подзвонити, проте як би там не було, бандити переплутали через прізвище Осипа та Натана.
Осип був убитий горем. Він поклявся на Торі, що знайде вбивць свого брата. Ося Шор дізнався, що бандити були підіслані Мішкою Япончиком.
Невдовзі він знайшов вбивць в одному з бандитських притонів, що знаходився на другому Заливному провулку. Осип ввійшов до «хази» і, поклавши пістолет «Маузер» на стіл, спитав хто з присутніх застрелив його брата. Один із бандитів підвівся, і, покаявшись, простягнув йому зброю, сказавши, що його він застрелив помилково. Але Шор не зміг вистрелити в убивцю. Осип пробачив йому смерть брата і всю ніч провів у притоні, п'ючи чистий спирт і поминаючи брата. Бандити повідомили Остапа, що Мішка Япончик може його вбити. Вже на ранок наступного дня Осип забрав свою зброю і пішов геть.
Наступного дня через душевний смуток та полювання, яке на нього розпочали люди Япончика, Осип Шор здав свою табельну зброю, звільнився з органів безпеки і виїхав з Одеси. Червоні частини відступали з міста, а білогвардійці ще не встигли його захопити. Одеса була під владою Мішки Япончика.
Однак до кінця свого життя Остап вважав себе винним у смерті брата, про що свідчать його слова до одеського історика-краєзнавця Олександра Розенбойма:
|  | Ось родима пляма - це Каїнова печатка. Натана вбили замість мене |

### Подальше життя
У 1922 році Остап Шор дістався Москви, де з ним відразу ж сталася неприємна історія. Він побив одного чоловіка за те, що той образив дружину його друга, поета Михайла Штіха. За це Остапа заарештували та посадили до Таганської в'язниці; однак невдовзі правоохоронці дізналися про героїчне минуле Шора, його службу в карному розшуку і урочисто відпустили.
За десятиліття НЕПу Остап Шор ким тільки не працював (за деякими даними, він навіть працював в НКВД, проте це малоймовірно, бо Шор навідріз відмовлявся брати до рук зброю, а працівники цього міністерства повинні були мати при собі табельний револьвер), і де тільки не жив. На той час він не мав постійної роботи і заробітку, не кажучи вже про житло та дім. Пізніше Осип проживав на квартирі у свого давнього друга, письменника Юрія Олеші.
У 1934 році Осип їде працювати на перший у Радянському Союзі завод із виробництва тракторів, що знаходився у місті Челябінську. Директор заводу виявився його одеським другом Ільїчовим. Він допоміг влаштуватися Осипу на роботу. Посада, яку зайняв Осип, мала назву «постачальник» (рос. «снабженец»). На ній Шор пропрацював кілька років до того часу, коли у 1937 році Ільїчова не заарештували у власному кабінеті працівники НКВД (згодом виявилося, що звинувачення на директора заводу було сфабриковане його ворогами). Дізнавшись про арешт друга, Шор увірвався до кабінету і напав на співробітників НКВС. Однак це не допомогло справі і невдовзі Шора теж заарештували і повезли на допити разом з Ільїчовим. Невдовзі Осипу дали 5 років позбавлення волі в колонії суворого режиму. Але Шор утік з в'язниці, яка знаходилася на Уралі і переховувався спочатку в Ленінграді, а потім у Москві у своїх друзів.
НКВС намагалося спіймати Остапа, однак Шору вдалося уникнути повторного арешту. А згодом Народний комісаріат забув про існування Осипа. Він став одним із небагатьох, кому вдалося врятуватися від Сталінського терору. Слід додати й те, що Шор зміг врятувати під час цих репресій багатьох знайомих, допомагав переховувати людей від агентів НКВС — ризикував власним життям заради порятунку інших.
Завершилася  ця історія тим, що завдячуючи Юрію Олеші, Остапу Шору вдалося домогтися скасування вироку.
Коли розпочалася німецько-радянська війна, Осип Шор хотів добровільно піти на фронт, але до армії його не взяли через те, що у нього було виявлене загострення екземи. Тоді ж Осип дізнався, що його матір та зведена сестра зараз знаходяться у блокадному Ленінграді. Кілька тижнів хворий Остап намагається дістатися до них. Невдовзі він потрапляє до військового госпіталю, де йому встановлюють діагноз «рак шкіри». Також у госпіталі Осип дізнався, що його мати померла у Ленінграді від голоду, а його сестру Ельзу Раппопорт було евакуйовано до Азії, у місто Ташкент, нинішню столицю Узбекистану. Надзвичайно цікавим є й те, що за подіями книги «Золоте теля»  Остап Бендер теж перебував у цьому місті.
Хворий та виснажений Остап переїжджає до сестри. Завдяки її піклуванню і турботливому догляду рак відступає і Осип одужує.
Після закінчення війни Осип зі своєю сестрою повертається до Москви, на Воздвиженку. Власної сім'ї Остап не мав, тому родина сестри стала для нього справжньою родиною. Він жив на квартирі в Ельзи, яка працювала костюмером-гримером на кіностудії «Мосфільм». Працювати Шор влаштувався провідником товарних вагонів на напрямку Москва-Ташкент (15 діб їхав до Ташкенту та стільки ж назад до столиці). До речі, він працював на тому ж Турксибі, по якому подорожував і «великий комбінатор». Проживаючи у Москві, Остап часто відвідував старого і хворого Юрія Олешу. Коли письменник помер, Осип супроводжував скорботну процесію, не зважаючи на те, що сам вже був хворий і сліпий на одне око.
Коли радянські журналісти наприкінці 1970-х років дізналися, що Осип Шор і є головним прототипом Остапа Бендера, його просто закидали пропозиціями дати інтерв'ю, поділитися життєвими спогадами, однак старий Остап вже не міг та й не хотів розповідати про своє життя. Виняток він зробив лише для журналістів, які цікавилися біографією його брата, Натана.
У 1978 році Осипа Беньяміновича Шора не стало. Його поховали на Востряковському кладовищі в Москві.

## Прототип Остапа Бендера
Одночасно з цими подіями відбулося народження Остапа Бендера. А сталося це так. Валентин Катаєв вже давно підшукував для себе «літературних негрів». Він, як один з найпопулярніших на той час радянських письменників, хотів за прикладом Александра Дюма (батька) найняти для себе письменників, дати їм схематичний сюжет майбутнього роману. А коли вони напишуть твір, він його відредагує та дещо доповнить, видавши потім під своїм ім'ям.

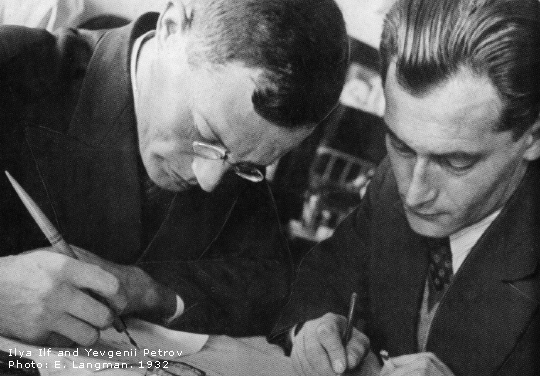
Ілля Ільф та Євген Петров

 Катаєв запропонував таку роботу своєму братові Євгену Петрову (Євген Катаєв) та Іллі Ільфу (Ієхієл-Лейб Файнзільберг), які тоді працювали в редакції газети «Гудок». Журналісти погодилися ще й тому, що Катаєв запропонував їм «царську угоду» — на обкладинці будуть імена всіх трьох: Катаєва, Петрова та Ільфа.
Катаєв розповів їм «сирий» сюжет про скарб, який зашитий в одному з 12 стільців. Молоді письменники вирішують списати героїв сюжету зі своїх знайомих. Наприклад, прототипом Іпполіта Вороб'янінова є ніхто інший як полтавський дядько Петрова Євген Петрович Ганько. Прототипом Еллочки-Людожерки стала сестра першої дружини Катаєва. Інженер Брунс був майже повністю списаний з Валентина Катаєва. Епізодичну роль у романі мав виконати і Остап Бендер, прототипом якого був відомий нам Осип Шор. Ім'я герою автори залишили таке ж як і в прототипа, а прізвище запозичили у власника м'ясозаготівельної крамниці «М'ясоторгівля Бендера». Більшість одеситів вважали Бендера найбільшим шахраєм усіх часів та народів. Проте Остап Бендер перетворився із епізодичного героя на головного. Як пізніше про це писав Євген Петров:
|  | Бендер став для нас абсолютно живою людиною, став пролазити майже в кожний розділ, і ми нічого не змогли з ним зробити |

Коли твір було закінчено, і автори принесли його Катаєву, той прочитав його і зрозумів, що редагувати та змінювати тут нічого не треба — книга є повністю самостійною. До Ільфа та Петрова у нього було лише одне прохання: залишити присвяту книги йому, Валентину Катаєву. У 1928 році роман «Дванадцять стільців» виходить у світ і відразу ж стає першим радянським бестселером.
Осип дізнався про книгу Ільфа та Петрова від Юрія Олеші, у якого тоді проживав. Прочитавши «12 стільців», він відразу ж зрозумів, що образ Остапа Бендера списаний з нього. У голові в Осипа визріває ідея: взяти з авторів гроші, так би мовити, за використання його образу. Однак коли він зустрівся з Ільфом та Петровим, ті йому пояснили, що образ Бендера списаний з багатьох людей, а Осип Шор послужив йому «скелетом». Тоді Остап попрохав їх залишити своєму «літературному братові» життя. Осипу здавалося, що зі смертю Бендера неминуче скоро прийде і його власна смерть. І дійсно, одного вечора Шор потрапив під дощ та захворів. Вночі його температура сильно підвищилася. Вранці наступного дня до нього подзвонили письменники і сказали, що незабаром напишуть нову книгу про Остапа Бендера. Осип їх спокійно вислухав, у кінці послав «під три чорти» і заснув. Хвороба відступила.
Ілля Ільф та Євгеній Петров побачили Остапа Шора вже не таким, яким він був раніше. Тепер він був людиною, побитою життям, тому письменники вирішують змінити і Бендера. У «Золотому теляті» Остап Бендер не той, що був у «12 стільцях». Він стає розумнішим, хитрішим. Але в ньому з'являється смуток, прихований за сміхом, який притаманний великим філософам. Саме тому письменники включили до книги цитату Осипа Шора, яка пізніше стане крилатою:
|  | У мене з радянською владою виникли за останній рік серйозні розбіжності. Вона хоче будувати соціалізм, а я ні |

Новий роман вийшов у 1931 році і став ще популярнішим, ніж попередній. Але залишається загадкою, як такий твір, що містить багато антирадянщини та висміювання тодішнього соціального устрою, взагалі надрукували.
У 1933 році в Польщі був знятий перший фільм за мотивами роману «12 стільців», пізніше з'явився німецький та кубинський. У СРСР вперше за екранізацію творів взялися в 1960-х роках. У 1966 році був знятий телеспектакль. У 1968 році з'явився фільм «Золоте теля», де головну роль зіграв актор Сергій Юрський. А в 1971 році на екрани кінотеатрів вийшла стрічка Леоніда Гайдая, в якій роль Бендера втілив Арчіл Ґоміашвілі. Пізніше було знято ще багато фільмів, як успішних, так і провальних. У 2005 році був знятий останній на цей час фільм «12 стільців».
У місті Нікополі у 2002 та 2003 роках проводився так званий День авантюриста, на честь Осипа Шора та Остапа Бендера. А в Санкт-Петербурзі з 1995 року працює Народний літературний музей Остапа Бендера.

## Пам'ять
- 27 грудня 2011 року в м. Нікополі було урочисто відкрито пам'ятник Осипові Шору[16]. У його підстави викарбувано напис[17]:

|  | Нікопольчанину Осипу Шору. Він же син турецькопідданого Остап-Сулейман Берта Марія Бендер Ібрагім-бей, він же Остап Ібрагімович, він же прототип великого комбінатора Остапа Бендера (І. Ільф та Є. Петров) |